# Like a Stone
Like a Stone è un singolo del gruppo musicale statunitense Audioslave, pubblicato nel 2003 ed estratto dall'album Audioslave.
È il singolo dal maggiore successo commerciale del gruppo.

## Video musicale
Il video del brano, diretto da Meiert Avis, venne girato in una vecchia abitazione a Silver Lake, Los Angeles, dove un tempo Jimi Hendrix dimorava e scriveva le sue canzoni.

## Tracce
1. Like a Stone – 4:57
2. Like a Stone (live on BBC Radio 1) – 4:58
3. Gasoline (live on BBC Radio 1) – 4:45
4. Set It Off (live on Late Show with David Letterman) – 4:01
5. Super Stupid (live on BBC Radio 1)
6. Like a Stone (music video)

## Classifiche
| Classifica (2003) | Posizione raggiunta |
| ----------------- | ------------------- |
| Stati Uniti       | 31                  |